# British Socialist Party
Die British Socialist Party (B.S.P.), deutsch Britische Sozialistische Partei, war eine zwischen 1911 und 1920 in Großbritannien aktive, seit 1916 der Labour Party affiliierte sozialistische Partei. Anfänglich personell und programmatisch ausgesprochen heterogen zusammengesetzt, verfolgte sie in den letzten Jahren ihres Bestehens auf der Grundlage der strukturellen Dominanz des linken Parteiflügels einen in Grundzügen mit den Konzeptionen der deutschen Linken und der Bolschewiki vergleichbaren politischen Ansatz. Zahlreiche nachmalige Leitungskader der 1920 gegründeten Communist Party of Great Britain waren bereits in der BSP engagiert (darunter William Gallacher, Albert Inkpin und Harry Pollitt).

## Hintergrund
Die BSP, hervorgegangen aus der Social Democratic Federation, entstand angesichts widersprüchlicher Entwicklungstendenzen in der britischen Arbeiterbewegung im Jahrzehnt vor dem Beginn des Ersten Weltkrieges. Einerseits nahmen – wie parallel nur in Russland – Unruhe und Renitenz unter den Lohnabhängigen ein beträchtliches, seit den Tagen der Chartisten nicht mehr gesehenes Ausmaß an. Erstmals überhaupt erfassten Massenstreiks ganze Industriezweige, darunter den Bergbau, die Textilindustrie und die Eisenbahnen. Im Durchschnitt gewannen die Gewerkschaften in jedem Jahr etwa 500.000 neue Mitglieder hinzu. Diese strukturellen Verschiebungen führten (neben den Auseinandersetzungen um Irland) zu einer latenten Krise des tradierten politischen Systems. Andererseits erreichte die systemische Integration der parlamentarischen Repräsentanz dieser Bewegung – der Labour Party – eine neue, von vielen Aktivisten entschieden abgelehnte Qualität. Die bedingungslose Unterstützung der ihrer politischen Intention nach gegen den Aufschwung der Arbeiterbewegung gerichteten sozialreformerischen Gesetzgebung der Regierung Asquith durch die Labour-Abgeordneten und das damit verbundene sozialpazifistische Konzept – Arthur Henderson brachte 1911 eine Gesetzesvorlage ein, die vorsah, Streiks grundsätzlich zu verbieten, wenn sie nicht 30 Tage vorab angekündigt worden waren – machte die Labour Party in den Augen vieler Beobachter zu einem bloßen „Flügel“ oder „radikalen Anhängsel“ der Liberal Party.

## Entwicklung

### Anfänge
Die in Reaktion auf die Labour-Krise am 30. September 1911 in Manchester ins Leben gerufene BSP war aus organisationsgeschichtlicher Perspektive eine um bisher abseits stehende linke Zusammenschlüsse und Zirkel erweiterte Neugründung der Social Democratic Federation (die sich 1908 bereits in Social Democratic Party umbenannt hatte). Der neuen Partei schlossen sich allerdings auch nennenswerte Teile des linken Flügels der Independent Labour Party an. Zum Zeitpunkt ihrer Gründung vereinte die BSP fast alle Strömungen und Gruppen, die den Labour-Reformismus – auf durchaus sehr unterschiedliche Art – kritisierten. Außen vor blieben lediglich die ein knappes Jahrzehnt früher im Rahmen der Impossibilist Revolt entstandenen Kleinparteien (die Socialist Labour Party und die Socialist Party of Great Britain) sowie die syndikalistischen Gruppen in den Gewerkschaften. Anfänglich gehörten der BSP etwa 35.000 Mitglieder an.
In der Vorkriegszeit stellte der linke, in Grundfragen marxistisch argumentierende Parteiflügel auf den Jahreskonferenzen sowie im Exekutivkomitee zwischen einem Drittel und der knappen Mehrheit der Abstimmungsberechtigten. Als seine Sprecher und Aktivisten traten vor allem Zelda Kahan, Theodore Rothstein, John Maclean sowie die Gebrüder Inkpin hervor. Die schottischen und die Londoner Parteigruppen boten der linken Strömung den stärksten Rückhalt.
Allerdings wurde die BSP bis 1915 von Funktionären aus dem Umfeld Henry M. Hyndmans geprägt. Die Hyndman-Gruppe (Henry W. Lee, Harry Quelch, Victor Fisher, Will Thorne und andere) vertrat einen sehr spezifischen, linke und rechte Elemente amalgamierenden politischen Ansatz. Während sie innerhalb der Arbeiterbewegung weiterhin den alten SDF-Kurs strikter politischer und organisatorischer Abgrenzung von der Labour Party und den reformistischen Gewerkschaften verfolgte, verfocht sie außenpolitisch in völliger Umkehr der Prämissen dieser von den BSP-Marxisten als „ultralinks“ und „sektiererisch“ bekämpften Haltung ein radikalnationalistisches Programm, das vor allem durch seine dezidiert „antideutsche“ Stoßrichtung auffiel. Hyndman, der den britischen Gewerkschaften jahrzehntelang verblendende Harmonie-Ideale und mangelnden revolutionären Elan vorgeworfen hatte (und das auch weiterhin tat), vertrat öffentlich seit 1909 die Ansicht, dass die herrschende Klasse Großbritanniens – anders etwa als das deutsche Bürgertum – eine progressive Rolle spiele und mithin ein potentieller Kooperationspartner sei; bei der britischen Oberschicht handele es sich um eine auf den Freihandel orientierte „antiimperialistische Bourgeoisie“. Auf der Grundlage dieser Annahme plädierten Hyndman und seine Anhänger für den weiteren Ausbau des weltpolitischen Einflusses Großbritanniens und vor allem für die weitere Forcierung der Rüstung zur See. Nach mehreren Abstimmungsniederlagen auf Parteikonferenzen und im Exekutivkomitee erklärte sich Hyndman 1913 allerdings zunächst bereit, die öffentliche Propagierung seiner Anschauungen einzustellen.

### Erster Weltkrieg und Nachkriegszeit
Der Kriegsbeginn im August 1914 legte die unüberbrückbare Distanz zwischen den Parteiströmungen unmittelbar offen. Die Hyndman-Gruppe setzte im Exekutivkomitee der BSP kriegsbejahende Resolutionen durch, feierte in der Parteizeitung Justice den Kriegseintritt Großbritanniens und unterstützte ausdrücklich die Freiwilligenwerbung der britischen Armee; die regierungsoffizielle Motivation der Kriegsbeteiligung – anfänglich der Schutz der neutralen bzw. „kleinen Nationen“ und insbesondere Belgiens, später dann die „Verteidigung von Freiheit und Demokratie“ – wurde von Hyndman akzeptiert. Britische Sozialisten müssten – so argumentierten er und seine Anhänger – die Kriegsanstrengungen unterstützen, da die Beseitigung des „preußischen Militarismus“ zu einer sozialen Revolution in Deutschland führen werde und nebenbei der Sozialismus auch im eigenen Land durch die organisatorischen Veränderungen im Wirtschaftsgefüge in „8 Wochen Krieg“ schneller vorankäme als in „30 Jahren Propaganda“. Solche Einlassungen stießen bei zahlreichen Parteigruppen auf entschiedene Ablehnung. Eine der ersten Wortmeldungen dieser Oppositionsströmung war ein wegen seiner Signalwirkung berühmt gewordener Brief John Macleans an die Herausgeber der ILP-Zeitung Forward; in dem Schreiben stellte Maclean der Aufforderung von Ernest Belfort Bax, das „preußische militärische und bürokratische Staatssystem zu hassen“, die Position entgegen: „Unsere erste Aufgabe ist es, das britische kapitalistische System zu hassen“.
Auch die aus Hyndmans Umfeld heraus versuchte Verunglimpfung linker Wortführer als „kosmopolitische Ausländer“ und „deutsch-russisch-polnische Juden“ konnte nicht verhindern, dass die Parteiführung bereits Ende 1914 in die Defensive geriet und gezwungen war, der Einberufung einer außerordentlichen, regional getrennt tagenden Parteikonferenz zuzustimmen. Dieselbe lehnte Anfang Februar 1915 den Resolutionsentwurf des Hyndman-Flügels mit 96 gegen 41 Stimmen ab (allerdings fiel auch der Entwurf der Linken mit 82 gegen 66 Stimmen durch). Mit 67 gegen 50 Stimmen billigten die Delegierten eine Solidaritätsadresse an Karl Liebknecht, der am 2. Dezember 1914 im Reichstag gegen die Kriegskredite gestimmt hatte und dadurch auch in Großbritannien bekannt geworden war. Dem neu gewählten neunköpfigen Exekutivkomitee gehörten nur noch vier Personen aus dem Hyndman-Kreis an. Die unmittelbar anschließend durch Hyndman und Adolphe Smith-Headingley in der bürgerlichen Presse gestreute Behauptung, die Kriegsgegner seien „prodeutsch“ bzw. mit deutschem Geld gekaufte „Verräter“, wurde vom Exekutivkomitee scharf zurückgewiesen. Die Rechten weigerten sich freilich zunächst, die BSP zu verlassen und zwangen ihr damit einen bis 1916 andauernden, die ganze Partei lähmenden Fraktionskampf auf, der mitunter auch handgreiflich geführt wurde – so wurde der prominente Linke Albert Inkpin im Juli 1915 am Rande einer Veranstaltung des von Victor Fisher gegründeten Socialist National Defence Committee in der Londoner Queen’s Hall zusammengeschlagen. Derlei politische und persönliche Selbstdemontage führte zum Zusammenbruch der Positionen des rechten Parteiflügels, der auf der nächsten Parteikonferenz (23./24. April 1916 in Salford) nur noch neun Delegierte – bei 80 Gegenstimmen – hinter seinem Resolutionsentwurf sammeln und lediglich einen Vertrauensmann im Exekutivkomitee unterbringen konnte. Hyndman verließ nach diesem Debakel die BSP und gründete im Juni 1916 die National Socialist Party. Er konnte außerdem eine knappe Mehrheit der Justice-Anteilseigner dazu bewegen, das Blatt von der BSP zu lösen. Zum neuen Zentralorgan wurde in der Folge The Call, zuvor ein Fraktionsblatt des linken Flügels.

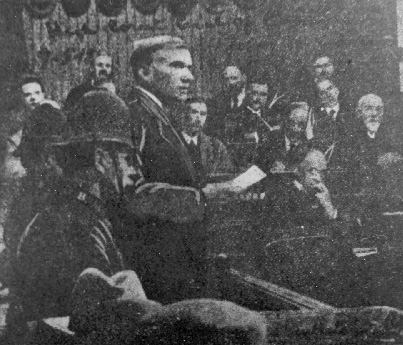
John Maclean vor Gericht, Frühjahr 1918

Noch vor diesen Entwicklungen –  im Januar 1916 – hatte die neue Führungsmehrheit in der Absicht, die sektenhafte Isolation der BSP aufzubrechen, den schon 1914 beschlossenen, aber lange verschleppten Anschluss an die Labour Party durchgesetzt. Diese Haltung relativer Annäherung an die reformistische Mehrheit der Arbeiterbewegung nahm die Partei zunächst auch international ein, wo sie den vom irreparablen Zusammenbruch der II. Internationale ausgehenden politischen und organisatorischen Initiativen der Bolschewiki (Zimmerwalder Bewegung) vorerst skeptisch gegenüberstand. Gleichwohl fasste auch die BSP in ihren programmatischen Erklärungen seit dem Sommer 1916 eine revolutionäre Beendigung des Krieges ins Auge und wandte sich gegen die mehr oder weniger offen ausgeprägte Stillhalte-Politik der Labour-Führung. In den letzten Kriegsjahren ging die britische Justiz verstärkt gegen BSP-Aktivisten vor, mehrere von ihnen – darunter John Maclean – wurden zu Gefängnisstrafen verurteilt oder nach Übersee deportiert. Von der an der Jahreswende 1916/17 einsetzenden Linksentwicklung der britischen Arbeiterbewegung konnte die BSP politisch wenig profitieren. Eine wirkliche Einflussnahme auf die Shop Steward-Bewegung – und damit die ersehnte direkte Verankerung in den Fabriken – glückte der Partei nicht; umgekehrt allerdings gelang es der Labour-Führung 1918, ihre Anhängerschaft mit einem neuen Parteiprogramm, das erstmals eine sozialistische Zielsetzung formulierte, nachhaltig an sich binden.
Durch den Abgang des Hyndman-Flügels und den erzwungenen, nicht selten tödlichen Kriegsdienst vieler BSP-Mitglieder sank deren Zahl bis 1919 auf weniger als 10.000. Dennoch spielten BSP-Aktivisten zwischen 1918 und 1920 eine Schlüsselrolle beim Aufbau der Hands-Off-Russia-Bewegung, für deren Koordination ein im September 1919 auf BSP-Initiative hin gebildetes Komitee verantwortlich war. Eine im Frühjahr 1919 durchgeführte Mitgliederbefragung hatte unterdessen ergeben, dass von den vorhandenen 102 Grundorganisationen der Partei 98 für den Austritt aus der II. Internationale und den Anschluss an die im März gleichen Jahres gegründete Kommunistische Internationale plädierten. In den folgenden Monaten versuchte die BSP-Führung, so viele revolutionäre Gruppen wie möglich in die Formierung einer neuen kommunistischen Partei einzubinden. Im Ergebnis ging die BSP am 31. Juli/1. August 1920 in der Communist Party of Great Britain auf; erster Generalsekretär der CPGB wurde Albert Inkpin, den Vorsitz übernahm Arthur MacManus (Socialist Labour Party bzw. Communist Unity Group).